# Smith Thompson
Smith Thompson (17 de Janeiro de 1768 – 18 de Dezembro de 1843) foi um Secretário da Marinha dos Estados Unidos de 1819 até 1823 e Juiz Associado da Suprema Corte dos Estados Unidos de 1823 até sua morte.

## Primeiros anos e direito
Nascido em Amenia, Nova York, Thompson se formou na Universidade de Princeton (conhecida na época como College of New Jersey) em 1788, mais tarde lecionou por um curto período, depois estudou direito com James Kent e, posteriormente, abriu uma advocacia. Exerceu em Troy, Nova York de 1792 até 1793, e em Poughkeepsie, Nova York de 1793 até 1802.
O pai de Smith Thompson, Ezra Thompson (1738-1816) e o avô Samuel Thompson (1696-1768) faziam parte de um grupo familiar que se mudaram de New Haven, Connecticut para o Condado de Dutchess, Nova York na época da Revolução. Os primos de primeiro grau de seu pai, Israel Thompson e Jesse Thompson, eram cidadãos proeminentes que exerceram vários mandatos na Assembleia Legislativa do Estado de Nova York.

## Política e a corte
Smith Thompson foi eleito para a Assembleia Legislativa do Estado de Nova York em 1800 e participou da Convenção Constitucional de Nova York de 1801. Foi nomeado para a Suprema Corte do Estado de Nova York em 1802, exercendo como juiz associado de 1802 até 1814 e chefe de justiça de 1814 até 1818.
Em 1819, Thompson alcançou destaque nacional quando foi nomeado o 6° Secretário da Marinha pelo Presidente dos EUA, James Monroe, e novamente em 1823–1824, quando fez campanha à Presidência pelo Partido Democrata-Republicano para a Eleição presidencial nos Estados Unidos em 1824. Retirou-se de sua campanha presidencial quando derrotado por outros candidatos.
Thompson com relutância aceitou seu recess appointment para a Suprema Corte dos EUA pelo Presidente James Monroe no dia 1º de Setembro de 1823. Ele ocuparia um cargo vago por Henry Brockholst Livingston. Nomeado formalmente no dia 5 de Dezembro de 1823, Thompson foi confirmado pelo Senado dos Estados Unidos no dia 9 de Dezembro de 1823 e foi empossado no mesmo dia. Ao longo de seu tempo na corte, foi um adversário ferrenho do Chefe de Justiça John Marshall.
Em uma decisão agora considerada incomum, mas bastante comum, Thompson continuou suas ambições políticas concorrendo a outros cargos políticos enquanto ainda estava na corte. No entanto, sua candidatura para Governador de Nova York em 1828 não teve sucesso, ao contrário do exemplo do Chefe de Justiça John Jay, que concorreu com sucesso uma campanha de três anos enquanto ainda era juiz, vencendo a eleição para governador do Estado de Nova York em 1795. Depois disso, Thompson praticamente abandonou a vida política.
Sua dissidência protestando contra a invasão do Estado da Geórgia nas terras da Nação Cherokee, em Cherokee Nation v. Georgia, 30 U.S. 1 (1831), é importante para entender a história dos direitos dos Nativos Americanos. O Chefe de Justiça Marshall deu início ao parecer principal favorável à reivindicação legal da Nação Cherokee: 
Este projeto de lei é apresentado pela nação Cherokee, pedindo uma liminar para restringir o estado da Geórgia da execução de certas leis desse estado, que, como é alegado, vão diretamente para aniquilar os Cherokees como sociedade política e apoderar-se, para o uso da Geórgia, as terras da nação que lhes foram asseguradas pelos Estados Unidos em tratados solenes repetidamente feitos e ainda em vigor. Se as cortes tivessem permissão para ceder às suas tendências políticas, dificilmente se poderia imaginar um caso mais apropriado para animá-los. Um povo outrora numeroso, poderoso e verdadeiramente independente, encontrado por nossos ancestrais na posse silenciosa e descontrolada de um amplo domínio, afundando gradualmente sob nossa política superior, nossas artes e nossas armas, cederam suas terras por sucessivos tratados, cada um dos quais contém uma garantia solene do resquício, até que não retenham mais de seu extensivo território do que o necessário para sua confortável sobrevivência. Para preservar esse resquício, é feito o presente pedido.
Mas o Chefe de Justiça Marshall concluiu que a Nação Cherokee não era uma "nação estrangeira" e que a Suprema Corte não tinha jurisdição sobre o assunto para sequer considerar os méritos de sua petição para impedir que o Estado da Geórgia invadisse seu território de ter benefícios de mineração. A dissidência do Juiz Thompson afirmou: 
Isso não é apenas repugnante aos tratados com os Cherokees, mas uma violação diretamente da lei do congresso de 1802; o artigo quinto torna crime punível com multa e prisão, realizar uma inspeção ou tentar realizar uma inspeção ou definir qualquer um dos limites, marcando árvores ou de outra forma, de qualquer terra pertencente ou garantida por tratado a qualquer tribo Indígena: diante da qual, a lei da Geórgia autoriza a entrada, posse, realização de inspeção e distribuição por sorteio dessas terras garantidas pelo tratado à nação Cherokee; e ainda dá autoridade ao governador para convocar a força militar, para proteger os inspetores no cumprimento do dever que lhes foi atribuído.

Esses casos são suficientes para mostrar uma violação direta e visível dos direitos de propriedade garantidos aos queixosos por tratado e em violação da lei do congresso de 1802. Esses tratados e esta lei são declarados pela constituição como a lei suprema do país: conclui-se, naturalmente, que as leis da Geórgia, na medida em que lhes são repugnantes, devem ser anuladas e inoperantes. E resta apenas brevemente indagar se a execução delas pode ser coibida por liminar de acordo com a doutrina e prática das cortes de equidade.
Thompson presidiu o julgamento da Corte Geral em Connecticut no caso Amistad em 1839. Também julgaria o mesmo caso como juiz da Suprema Corte dos EUA em 1841.
O Juiz Smith Thompson permaneceu na corte até sua morte em Poughkeepsie, Nova York, no dia 18 de Dezembro de 1843.

## Legado
Em Maio de 1816, Smith Thompson foi vice-presidente fundador da Sociedade Bíblica Americana e forneceu uma cópia a todos os oficiais e soldados da Marinha enquanto era Secretário da Marinha.
Em Maio de 1822, o Tenente-Comandante Matthew C. Perry renomeou Cayo Hueso (Key West) para Ilha de Thompson em sua homenagem.
Em 1919, o USS Smith Thompson (DD-212) foi nomeado em sua homenagem em ocasião do 100º Aniversário de Smith Thompson se tornar o Secretário da Marinha.

## Casamentos
Smith Thompson casou-se primeiro com Sarah Livingston (1777-1833), filha de Gilbert Livingston (1742-1806), sócio de Thompson e tiveram quatro filhos. Em segundo lugar, casou-se com Elizabeth Davenport Livingston (1805-1886), filha de Henry Livingston, Jr. (1748-1828) e teve mais três filhos. Gilbert e Henry eram irmãos, tornando suas esposas, Sarah e Elizabeth, primas de primeiro grau. Sarah Livingston e o antecessor de seu marido na Suprema Corte, Henry Brockholst Livingston, também eram primos por meio de seus ancestrais comuns da família Livingston, Robert Livingston, o Velho (1654-1728) e Alida (nascida Schuyler) Van Rensselaer (1656–1727), que viveu no leste de Nova York durante o século XVIII.
Um de seus filhos, Gilbert Livingston Thompson (1796-1874), casou-se com Arietta Minthorne Tompkins (1800-1837), filha do Vice-Presidente Daniel D. Tompkins. A filha deles, Arietta Livingston Thompson (1823-1886), era mãe de Guy Vernor Henry e avó de Guy Vernor Henry, Jr..

## Leia mais
- Abraham, Henry J. (1992). Justices and Presidents: A Political History of Appointments to the Supreme Court 3rd ed. New York: Oxford University Press. ISBN 0-19-506557-3
- Cushman, Clare (2001). The Supreme Court Justices: Illustrated Biographies, 1789–1995 2nd ed. [S.l.]: (Supreme Court Historical Society, Congressional Quarterly Books). ISBN 1-56802-126-7
- Flanders, Henry. The Lives and Times of the Chief Justices of the United States Supreme Court. Philadelphia: J. B. Lippincott & Co., 1874 at Google Books.
- Frank, John P. (1995).  Friedman, Leon; Israel, Fred L., eds. The Justices of the United States Supreme Court: Their Lives and Major Opinions. [S.l.]: Chelsea House Publishers. ISBN 0-7910-1377-4
- Hall, Kermit L., ed. (1992). The Oxford Companion to the Supreme Court of the United States. New York: Oxford University Press. ISBN 0-19-505835-6
- Martin, Fenton S.; Goehlert, Robert U. (1990). The U.S. Supreme Court: A Bibliography. Washington, D.C.: Congressional Quarterly Books. ISBN 0-87187-554-3
- Urofsky, Melvin I. (1994). The Supreme Court Justices: A Biographical Dictionary. New York: Garland Publishing. pp. 590. ISBN 0-8153-1176-1
- White, G. Edward. The Marshall Court & Cultural Change, 1815–35. Published in an abridged edition, 1991.